# Konami Krazy Racers
Konami Krazy Racers (в Японии вышла под названием Konami Wai Wai Racing Advance) — гоночная игра, разработанная и выпущенная Konami в Японии 21 марта 2001 года на Game Boy Advance, одновременно с выходом консоли. Позднее была переиздана в Северной Америке и регионе PAL, а 15 октября 2015 года — также на виртуальной консоли Wii U.
Konami Krazy Racers использует персонажей и механики из многих других франшиз Konami, включая Castlevania, Metal Gear и Gradius. Игра получила в основном положительные отзывы.
В 2009 году на iOS и Android вышло продолжение игры, Krazy Kart Racing.

## Игровой процесс
Konami Krazy Racers похожа на другие гоночные игры, особенно Mario Kart Super Circuit. В начале гонки восемь гонщиков выстраиваются в ряд перед стартовой линией, причём первые семь позиций занимают контролируемые компьютером соперники, а персонаж игрока всегда начинает с восьмого места. Болиды могут выполнять прыжок и торможении. В зависимости от того, как хорошо выступают гонщики, в следующей гонке их положение может поменяться.
На трассе находятся собираемые монеты, которые можно потратить на предметы в магазине. Также присутствуют бонусы с различными свойствами, например, ускорящие подобравшего их персонажа.
В игре 12 персонажей, каждый из которых обладает уникальными характеристиками: Гоэмон (Legend of the Mystical Ninja),  Такосукэ (Parodius), Дракула (Castlevania), Gray Fox (Metal Gear Solid), Пастель (TwinBee), Power Pro-kun (Power Pro), Моаи (Gradius), Нями (Pop’n Music), Bear Tank (Rakugakids), Король (Pop’n Music), Vic Viper (Gradius) и Эбисумару (Legend of the Mystical Ninja).

## Отзывы
| Сводный рейтинг       | Сводный рейтинг | Сводный рейтинг |
| Издание               | Оценка          | Оценка          |
| Издание               | GBA             | iOS             |
| --------------------- | --------------- | --------------- |
| GameRankings          | 80,69 %         | 73 %            |
| Metacritic            | 78/100          | N/A             |
| Иноязычные издания    |                 |                 |
| Издание               | Оценка          | Оценка          |
| Издание               | GBA             | iOS             |
| AllGame               | [ 7 ]           | N/A             |
| Edge                  | 6/10            | N/A             |
| EGM                   | 8,67/10         | N/A             |
| Eurogamer             | 8/10            | N/A             |
| Game Informer         | 7/10            | N/A             |
| GamePro               | [ 12 ]          | N/A             |
| GameSpot              | 8,1/10          | N/A             |
| GameSpy               | 82 %            | N/A             |
| IGN                   | 8/10            | N/A             |
| Nintendo Power        | [ 16 ]          | N/A             |
| Nintendo World Report | 9/10            | N/A             |

Версия для Game Boy Advance получила в основном положительные отзывы, согласно Metacritic.
Версия для GBA заняла 10-е место в десятке лучших игр Game Boy Advance по версии Electronic Gaming Monthly.